# 杏林大学の人物一覧
杏林大学の人物一覧（きょうりんだいがくのじんぶついちらん）は、杏林大学に関係する人物の一覧記事。

## 著名な教職員

### 医学部
- 石川恭三 - 医学部名誉教授（循環器・心臓病、慶應義塾大学医学部卒)
- 佐藤喜宣 - 医学部名誉教授（法医学、日本大学医学部卒)

### 総合政策学部
- 斎藤元秀 - 総合政策学部教授（国際政治学・ロシア政治）
- 佐藤美由紀 - 総合政策学部准教授（憲法・ブラジル法）
- 田久保忠衛 - 総合政策学部客員教授（国際政治学）
- 豊島典雄 - 総合政策学部教授（政治学）
- 古森義久 - 総合政策学部客員教授（外交問題）
- 青木健 - 総合政策学部客員教授（国際経済学・アジア経済論）
- 橋本雄太郎 - 総合政策学部教授（刑法・医事法）

### 外国語学部
- 金田一秀穂 - 外国語学部名誉教授（日本語学）
- 鈴木孝夫 - 外国語学部名誉教授（言語社会学）
- 楠家重敏 - 外国語学部教授（日英文化交流史）

## OB・OG

### 政界
- 鳩山二郎 - 衆議院議員、内閣府副大臣、第17代福岡県大川市長
- 波多野健 - 東京都武蔵村山市議会議員、武蔵村山市監査委員、アナウンサー

### 研究者・学者
- 宇野克明 - 医学者

### 芸能
- 木下博勝 - 外科医師、医学博士、タレント、鎌倉女子大学教授
- 尾上博美 - 女優、起業家、日本舞踊(師範)
- 三遊亭楽京 - 落語家
- 立川らく朝 - 落語家、医学博士
- 小明 - アイドル、ゾンビアイドル、タレント、コラムニスト
- 横田かおり - タレント、ラジオパーソナリティ
- 早房結香 - お笑いタレント（パシンペロン）
- 若林優佳 - バレリーナ

### スポーツ
- 陳全壽 - 杏林大学大学院修了、十種競技選手
- 八木健史 - プロ野球選手（中退）
- 駿馬赤兎 - 力士

### マスコミ
- 阿部美里 - 東日本放送アナウンサー

### 経済
- 水谷佑毅 - 株式会社DYM代表取締役社長

### その他
- 池田ゆう子 - 美容外科医師
- 神谷英樹 - ゲームデザイナー